# جورج والاس (لاعب كريكت)
جورج والاس (31 يوليو 1913 في نيوزيلندا - 19 سبتمبر 1997) (بالإنجليزية: George Wallace)‏ هو لاعب كريكت نيوزلندي.

## وصلات خارجية
- جورج والاس على موقع إي آس بي آن كريك إنفو (الإنجليزية)